# Byttneria piresii
Byttneria piresii är en malvaväxtart som beskrevs av C.L. Cristobal. Byttneria piresii ingår i släktet Byttneria och familjen malvaväxter. Inga underarter finns listade i Catalogue of Life.